# الحريقة (عبس)

تعديل مصدري - تعديل

الحريقة هي إحدى قرى عزلة مطولة بمديرية عبس التابعة لمحافظة حجة، بلغ تعداد سكانها 237 نسمة حسب تعداد اليمن لعام 2004.